# Изяшка
Изяшка — река в России, протекает по Бакалинскому району Башкортостана. Длина реки составляет 26 км, площадь водосборного бассейна 143 км².
Начинается в лесу между урочищем Новоафанасьевка и деревней Петровка. Течёт в общем северо-восточном направлении через Курчеево, Бузюрово, Михайловку и Ахманово. Устье реки находится в 109 км по левому берегу реки Сюнь у районного центра Бакалы. В низовьях на реке — пруд, ниже него она пересыхает.
Основной приток — река Юлдузка — впадает слева в 9,2 км от устья.

## Данные водного реестра
По данным государственного водного реестра России относится к Камскому бассейновому округу, водохозяйственный участок реки — Белая от города Бирск и до устья, речной подбассейн реки — Белая. Речной бассейн реки — Кама.
Код объекта в государственном водном реестре — 10010201612111100026633.